# Vaterpolo klub Bečej
Bečej je bivši srbijanski vaterpolski klub iz Bečeja. 
Dugo vremena je igrao u nižim ligama u jugoslavenskom vaterpolu. Zadnjih godina prije nego što se raspala SFRJ klub se je počeo natjecati u 1. saveznoj ligi. Nije bio značajnim, uglavnom je preživljavao i skoro nikad nije osvajao bodove protiv klubovima iz gornjeg dijela ljestvice.
Zbog financijskih razloga klub je ugašen 2002. godine.

## Klupski uspjesi
- prvaci: 1996., 1997., 1998., 1999., 2000. i 2001.
- doprvaci:
- treći:

- kup:  1996., 1997., 1998., 1999., 2000. i 2001.

- europski prvaci: 1999./2000.
- sudionici završnog turnira: 1996./97., 1997./98., 2000./01. (četvrti svaki put)

## Poznati igrači
- Aleksandar Šoštar
- Aleksandar Šapić
- Aleksandar Ćirić
- Veljko Uskoković